# Тумьюмучашское сельское поселение
Тумьюмучашское сельское поселение — муниципальное образование (сельское поселение) в составе Куженерского района Марий Эл Российской Федерации.
Административный центр поселения — село Тумьюмучаш.

## История
Статус и границы сельского поселения установлены Законом Республики Марий Эл от 18 июня 2004 года № 15-З «О статусе, границах и составе муниципальных районов, городских округов в Республике Марий Эл».

## Население
| 2010  | 2011  | 2012  | 2013  | 2014  | 2015  | 2016  |
| ----- | ----- | ----- | ----- | ----- | ----- | ----- |
| 1263  | ↘1261 | ↘1209 | ↘1182 | →1182 | ↘1149 | ↘1126 |
| 2017  | 2018  | 2019  | 2020  | 2021  | 2023  |       |
| ↘1123 | ↘1100 | ↘1073 | ↘1036 | ↗1096 | ↘1045 |       |

## Состав поселения
В состав сельского поселения входят 13 деревень и 1 село:
| №  | Населённый пункт   | Тип населённого пункта       | Население |
| -- | ------------------ | ---------------------------- | --------- |
| 1  | Большой Тумьюмучаш | деревня                      | 301       |
| 2  | Верх-Ушут          | деревня                      | 153       |
| 3  | Ерошкино           | деревня                      | 38        |
| 4  | Кокшародо          | деревня                      | 103       |
| 5  | Конганур           | деревня                      | 144       |
| 6  | Лопсола            | деревня                      | 85        |
| 7  | Михаленки          | деревня                      | 6         |
| 8  | Одобеляк           | деревня                      | 74        |
| 9  | Окашъял            | деревня                      | 1         |
| 10 | Нурсола            | деревня                      | 109       |
| 11 | Пекейсола          | деревня                      | 60        |
| 12 | Пондашсола         | деревня                      | 9         |
| 13 | Тумьюмучаш         | село, административный центр | 153       |
| 14 | Энербал            | деревня                      | 27        |